# Ernst Ludwig Kirchner
Ernst Ludwig Kirchner (født 6. maj 1880; død 15. juni 1938) var en tysk ekspressionistisk maler og en af grundlæggerne af den tyske kunstnergruppe Die Brücke (Broen). Hans kunst blev stemplet som entartet af nationalsocialisterne og mere end 600 af hans værker forsvandt fra tyske museer.
Kirchner påbegyndte arkitektstudiet i Dresden på Technische Universität Dresden, men afbrød studiet i to semestre i 1903 for at studere hos maleren Wilhelm von Debschitz og billedhuggeren Hermann Obrist i München. I München oplevede han at se en udstilling med værker af bl.a. Vasilij Kandinskij, George Grosz, Georges Seurat og Paul Signac. Efter et par år i München vendte han tilbage til Dresden for at studere videre.
Efter arkitektstudiet i 1905 helligede han sig billedkunsten. I juni 1905 stiftede han kunstnergruppen Die Brücke sammen med studiekammeraterne fra arkitektskolen Erich Heckel og Karl Schmidt-Rottluff.
Kirchner var plaget af en depression og begik selvmord i 1938.

## Billeder
| - Fotos - Forældrene Ernst og Maria Kirchner, o. 1917 - Foto fra 1931 - Foto, ukendt dato |

| - Selvportrætter - Selvportræt med model, 1910 Selbstbildnis mit Modell - Selvportræt som drikkende, 1914 Der Trinker - Selvportræt som soldat, 1915 Selbstbildnis als Soldat - Patientens hoved I, 1917 (selvportræt) Kopf des Kranken I - Patientens hoved II, 1917 (selvportræt) Kopf des Kranken II - Selvportræt som syg, 1918 Selbstbildnis als Kranker - Selvportræt, 1925 - Selvportræt, morfinpåvirket, ukendt dato Selbstbildnis unter Morphium |

| - Værker af Ernst Ludwig Kirchner - Siddende kvinde (Dodo), 1909 Sitzende Dame (Dodo) - Fränzi foran en udskåret stol, 1910 Fränzi vor geschnitztem Stuhl - Udstillingsplakat for Die Brücke , 1910 - Stående kvinde med hat, 1910 - Gut Staberhof på Femern, 1913 Gut Staberhof auf Fehmarn - Ryttere i Grunewald, 1914 - Banegården Königstein, 1916 - Banegården Königstein, 1916 Bahnhof Königstein anagoria - Vinterlandskab i måneskin, 1919 - To nøgne kvinder i skov II, 1926 Zwei Akte im Wald II anagoria - Gade i regnvejr, 1926 - Café i Davos, 1928 Davoser Cafe - Morgen ved bredden af Lützow-kanalen, 1929 Lützow-Ufer am Morgen - Kopf Dr Bauer, ukendt dato |